# 基努阿希爾卡山
9°22′01″S 77°14′37″W / 9.36694°S 77.24361°W
基努阿希爾卡山（Quinuajirca），是秘魯的山峰，位於該國北部安卡什大區，由瓦里省的瓦里區負責管轄，屬於布蘭卡山脈的一部分，海拔高度4,400米。